# Persoanele cu dizabilități din România
Persoanele cu dizabilități reprezintă 2,965% din populația României (643.458 de persoane înregistrate în martie 2009). Și mai semnificativ este faptul că aceștia beneficiază de aceleași drepturi ca și restul populației. Însă, de la Declarația Universală a Drepturilor Omului până la acțiuni propriu-zise, este drum lung. În timp ce sistemul social din România a început să se racordeze la standardele europene, un segment notabil al persoanelor cu probleme mentale sau fizice continuă să rămână neglijat. Pentru a veni în sprijinul autorităților și, implicit, și a persoanelor cu dizabilități, este vitală [identificarea dificultăților] pe care aceste persoane le întâmpină în activitățile zilnice desfășurate în spațiul public.
Mai mult decât atât, modul prin care se raportează persoanele ce prezintă un handicap la societate ar putea fi dramatic îmbunătățit dacă luăm în considerare faptul că majoritatea sunt apte pentru anumite tipuri de muncă, și singurul lucru care le împiedică ar fi un detaliu de gradul accesului în acel spațiu, de exemplu. În același timp, șomajul pentru această categorie ar putea înceta a fi plătit, fiind investit pentru acțiuni de durată ce ar ajuta la facilitarea accesului în spațiul public. Ar trebui încurajate inițiativele care vor contribui la schimbarea mentalității cetățenilor români ce, până acum, au menținut, în general, o atitudine de excludere. Procesul de incluziune, deoarece vizează schimbarea unei mentalități, este unul de durată și care trebuie abordat prin activități constante și consecvente. Până la atingerea acestui ideal, considerăm că începutul trebuie susținut, iar pașii următori își vor urma un curs logic.

## Incluziunea persoanelor cu dizabilități pe piața de muncă
O persoană cu dizabilități nu refuză să muncească, ci îi este subestimată contribuția pe care și-o pot dărui sieși, în primul rând, și societății, mai apoi. Strategia de la Lisabona reprezintă temelia acestei atitudini. Din păcate, sau din fericire, aceste acțiuni ne privesc (și) pe noi, membrii activi ai societății, astfel, rolul unui liber arbitru este din start exclus. A nu fi apt pentru orice activitate nu este sinonim cu neputința, cu delăsarea sau cu refuzul de a contribui la dezvoltarea unei societăți flexibile și dinamice. Cei care nu sunt apți pentru munci standardizate, sunt mult mai predispuși activităților artistice, iar Ludwig van Beethoven ar fi un convingător exemplu, alături de alte persoane simple care trăiesc printre noi.
Motivul pentru care persoanele cu dizabilități nu se bucură de acces comun, cu celelalte persoane, la spațiul public este pentru că, spre deosebire de alte țări, acestora nu le este oferită o distribuire uniformă în societate, ci sunt sprijinite doar de anumite instituții.

## Epidemiologie
În anul 2004, în România existau peste 414.000 de persoane cu dizabilități. 
La 31 martie 2023, în România existau 886.950 de persoane cu dizabilități.  Conform Legii nr. 448/2006 privind protecția și promovarea drepturilor persoanelor cu dizabilități, republicată, tipurile de handicap sunt: fizic, vizual, auditiv, surdocecitate, somatic, mintal, psihic, HIV/SIDA, asociat, boli rare. 

## Convenția Națiunilor Unite privind drepturile persoanelor cu dizabilități
Convenția Națiunilor Unite privind drepturile persoanelor cu dizabilități a fost publicată în Monitorul Oficial al României (Partea I, nr.
792 din 26 noiembrie 2010) și a intrat în vigoare.
Convenția obligă părțile să se asigure că persoanele cu handicap își pot exercita drepturile pe deplin, în condiții de egalitate cu toți ceilalți cetățeni.

## Site-uri pentru persoanele cu dizabilitati
- Autoritatea Națională pentru Protecția Drepturilor Persoanelor cu Dizabilități
- Biroul pentru Studenții cu Dizabilități - Universitatea Babeș-Bolyai din Cluj-Napoca
- Primul site de întâlniri pentru persoanele cu dizabilitati